# Stefano Tomasini
Stefano Tomasini (Gandino, 20 agosto 1963) è un ex ciclista su strada italiano.
Professionista dal 1987 al 1990, vinse la classifica giovani al Giro d'Italia 1988.

## Carriera
Nel 1981, da junior, vinse i campionati italiani di categoria e nel 1982, al primo anno da dilettante, il Giro della Valle d'Aosta.
Fu professionista per quattro anni, dal 1987 al 1990, riuscendo a mettersi in luce soprattutto nelle gare di montagna. A tal riguardo nel suo palmarès figurano le vittorie nel Trofeo dello Scalatore e nella Cronoscalata della Futa.
Vinse anche la classifica giovani al Giro d'Italia 1988, concludendo la corsa rosa al nono posto della classifica generale, e l'edizione 1987 dello Herald Sun Tour in Australia. Tra i piazzamenti si ricorda il terzo posto al Gran Premio Città di Camaiore nel 1988.

## Palmarès
- 1982 (Dilettanti)

Classifica generale Giro della Valle d'Aosta
- 1986 (Dilettanti)

Gran Premio Colli Rovescalesi
Torino-Valtournenche
- 1987

1ª prova Trofeo dello Scalatore
Classifica finale Trofeo dello Scalatore
11ª tappa Herald Sun Tour
Classifica generale Herald Sun Tour
- 1988

Cronoscalata della Futa - Memorial Gastone Nencini
2ª prova Trofeo dello Scalatore
- 1989

2ª tappa Giro del Trentino (Rovereto)

### Altri successi
- 1988

Classifica giovani Giro d'Italia

## Piazzamenti

### Grandi Giri
- Giro d'Italia

1987: 30º
1988: 9º
1989: 26º
1990: ritirato (5ª tappa)

### Classiche monumento
- Milano-Sanremo

1988: 54º
1989: 44º
1990: 75º

### Competizioni mondiali
- Campionati del mondo

Grimma 1981 - In linea Juniores: 5º

## Riconoscimenti
- Memorial Gastone Nencini nel 1989